# Argilet
L'Argilet (en llatí Argiletum) era un carrer de l'antiga Roma que unia el Fòrum Romà amb el barri de Subura, on hi havia les àrees residencials. Antigament, al carrer de l'Argilet hi havia el temple de Janus Quirí i, més avall, en direcció cap al fòrum, hi trobàvem el fòrum d'August per una banda, i per l'altra el temple de la Pau, tots dos part dels anomenats Fòrums Imperials.
El curs de la Claveguera Màxima començava a l'Argilet, on recollia les aigües de l'Esquilí, del Viminal i del Quirinal.

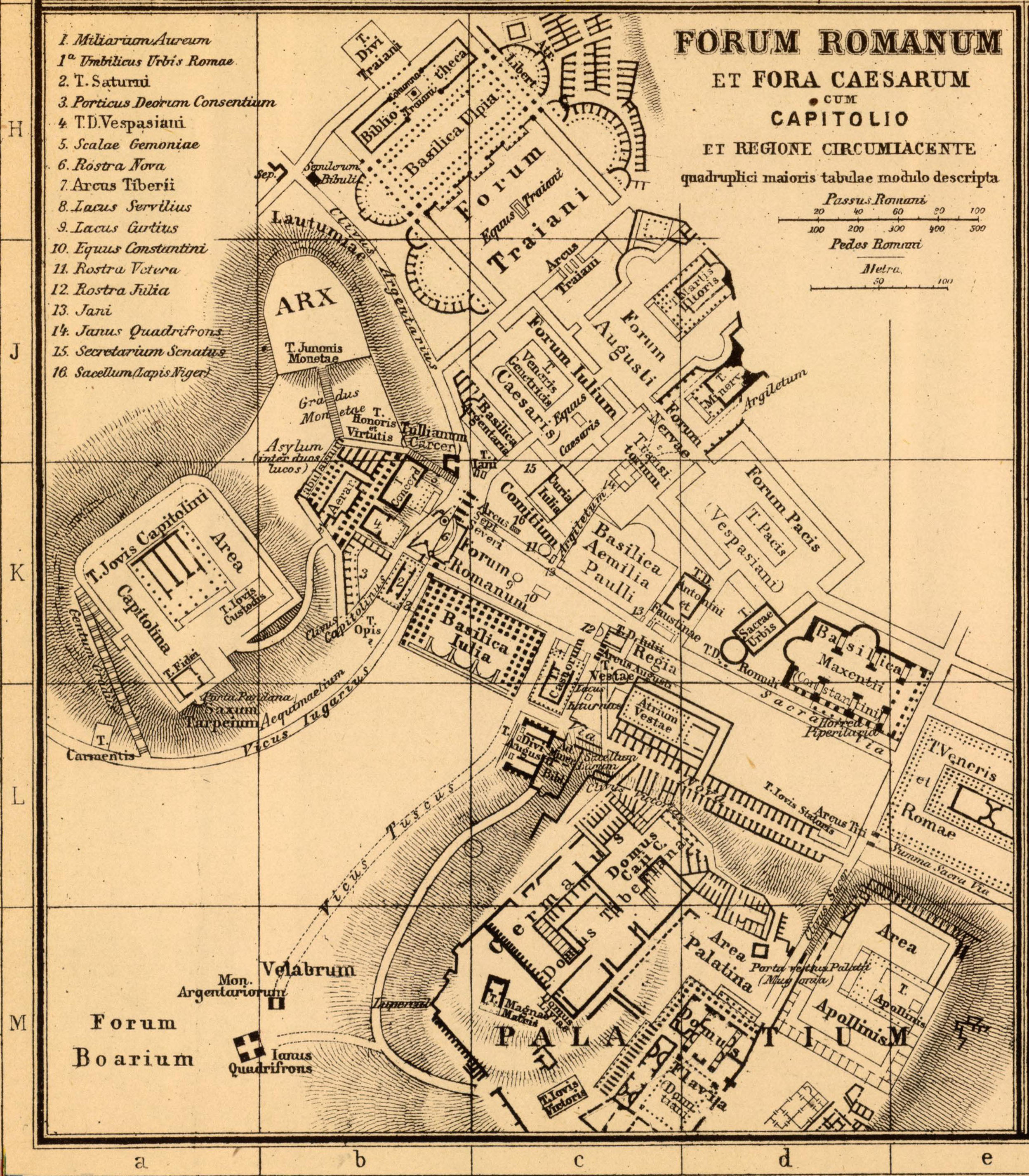
Els fòrums romans, on apareix l'Argilet a les quadrícules Kc i Jd

## Localització actual
El carrer de l'Argilet seria la Via Madonna dei Monti, ja que en una banda tenim el ja esmentat fòrum d'August i en l'altra el temple de la Pau.
Tot i així, el carrer de l'Argilet no era del tot recte quan s'unia amb el fòrum, és per això que una part petita de la Via Cavour formaria part també d'aquest antic carrer de Roma.
En tot cas, després de passar per la Via Madonna dei Monti, el carrer continuaria tirant cap al Viminal, passant per la Via Leonina, on acabaria.